# Stanisława Konstantinowa
Stanisława Andriejewna Konstantinowa, ros. Станислава Андреевна Константинова (ur. 14 lipca 2000 w Petersburgu) – rosyjska łyżwiarka figurowa, startująca w konkurencji solistek. Uczestniczka mistrzostw świata i Europy, medalistka zawodów z cyklu Grand Prix i Challenger Series, wicemistrzyni Rosji juniorów (2017). 

## Osiągnięcia

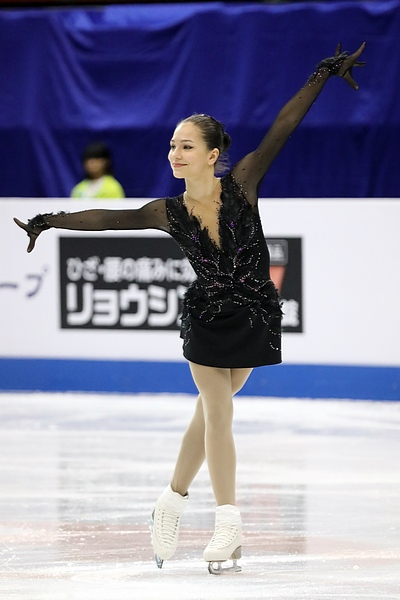
Mistrzostwa świata juniorów 2017

| Zawody                                | 12–13          | 13–14          | 14–15          | 15–16          | 16–17          | 17–18          | 18–19          | 19–20          | 20–21          |                |                |                |                |                |                |                |                |
| Międzynarodowe                        | Międzynarodowe | Międzynarodowe | Międzynarodowe | Międzynarodowe | Międzynarodowe | Międzynarodowe | Międzynarodowe | Międzynarodowe | Międzynarodowe | Międzynarodowe | Międzynarodowe | Międzynarodowe | Międzynarodowe | Międzynarodowe | Międzynarodowe | Międzynarodowe | Międzynarodowe |
| ------------------------------------- | -------------- | -------------- | -------------- | -------------- | -------------- | -------------- | -------------- | -------------- | -------------- | -------------- | -------------- | -------------- | -------------- | -------------- | -------------- | -------------- | -------------- |
| Mistrzostwa świata                    |                |                |                |                |                | 19             |                |                |                |                |                |                |                |                |                |                |                |
| Mistrzostwa Europy                    |                |                |                |                |                |                | 4              |                |                |                |                |                |                |                |                |                |                |
| GP Rostelecom Cup                     |                |                |                |                |                |                |                | 11             |                |                |                |                |                |                |                |                |                |
| GP Skate America                      |                |                |                |                |                |                |                | 11             |                |                |                |                |                |                |                |                |                |
| GP Internationaux de France           |                |                |                |                |                |                | 5              |                |                |                |                |                |                |                |                |                |                |
| GP Grand Prix Helsinki                |                |                |                |                |                |                | 2              |                |                |                |                |                |                |                |                |                |                |
| CS Finlandia Trophy                   |                |                |                |                |                |                | 4              |                |                |                |                |                |                |                |                |                |                |
| CS Golden Spin of Zagreb              |                |                |                |                |                | 1              |                | WD             |                |                |                |                |                |                |                |                |                |
| CS Memoriał Ondreja Nepeli            |                |                |                |                |                |                | 3              | 7              |                |                |                |                |                |                |                |                |                |
| CS Tallinn Trophy                     |                |                |                |                | 1              | 1              |                |                |                |                |                |                |                |                |                |                |                |
| CS Warsaw Cup                         |                |                |                |                |                | 2              |                |                |                |                |                |                |                |                |                |                |                |
| Zimowa uniwersjada                    |                |                |                |                |                |                | 3              |                |                |                |                |                |                |                |                |                |                |
| Międzynarodowe: Kategorie młodzieżowe |                |                |                |                |                |                |                |                |                |                |                |                |                |                |                |                |                |
| Mistrzostwa świata juniorów           |                |                |                |                | 6              | 4              |                |                |                |                |                |                |                |                |                |                |                |
| JGP na Białorusi                      |                |                |                |                |                | 3              |                |                |                |                |                |                |                |                |                |                |                |
| JGP w Niemczech                       |                |                |                |                | 4              |                |                |                |                |                |                |                |                |                |                |                |                |
| JGP w Rosji                           |                |                |                |                | 2              |                |                |                |                |                |                |                |                |                |                |                |                |
| Ice Challenge                         |                |                |                | 1 J            |                |                |                |                |                |                |                |                |                |                |                |                |                |
| Tallinn Trophy                        | 1 AN           |                | 2 J            | 1 J            |                |                |                |                |                |                |                |                |                |                |                |                |                |
| Krajowe                               |                |                |                |                |                |                |                |                |                |                |                |                |                |                |                |                |                |
| Mistrzostwa Rosji                     |                |                |                |                | 6              | 4              | 4              | 13             | 16             |                |                |                |                |                |                |                |                |
| Mistrzostwa Rosji juniorów            |                |                | 17             | 8              | 2              | 3              |                |                |                |                |                |                |                |                |                |                |                |
| Finał Pucharu Rosji                   |                |                | 5 J            | 1 J            | WD             |                | 4              |                |                |                |                |                |                |                |                |                |                |